# MIEKO
MIEKO（みえこ）はファッションモデル。
千葉県出身。サトルジャパン所属。

## 出演

### 雑誌
- BAILA
- Marisol
- BOAO
- VOCE
- Oggi
- Bea‘S up
- ef
- ゼクシィ
- ar
- MAQUIA

### CM・広告
- SHARP「AQUOS」
- Anna sui「ホワイトニング」
- 日本コカコーラ
- 久光製薬「ライフセラ・ホワイトニングマスク」
- WELLA「コレストン」
- BODY SHOP「春の新色キャンペーン」
- ニッセン
- 千趣会